# Bürgerlich-Demokratische Partei (Österreich)
Die Bürgerlich-Demokratische Partei (BDP) war eine liberale Partei in Österreich. Sie war von der am 16. Februar 1919 gewählten Konstituierenden Nationalversammlung bis zum 20. November 1920 mit einem Abgeordneten im österreichischen Nationalrat vertreten. Im Jahr 1923 fusionierte sie mit der Demokratischen Partei und der Bürgerlichen Arbeitspartei zur Bürgerlich-Demokratischen Arbeitspartei.

## Geschichte

### Grundlagen
Der Deutsche Nationalverband war im österreichischen Abgeordnetenhaus, dem Unterhaus des österreichischen Reichsrates in der Endphase der österreichisch-ungarischen Monarchie, eine sehr einflussreiche Fraktion, die nach den Wahlen von 1911 mit 100 Mandaten vor den deutsch-österreichischen Sozialdemokraten (82 Sitze) und den deutsch-österreichischen Christlichsozialen (74 Sitze) lag. Dieser Verband war jedoch nur eine lose Vereinigung vieler unterschiedlicher Parteien in einem Spektrum von antisemitischen Alldeutschen und Deutschradikalen bis hin zu ausgesprochen fortschrittlichen Bürgerlichen, Sozialliberalen und/oder Vertretern des (teilweise) jüdischen Bürgertums.

### Gründung
Die Gründung der Bürgerlich-Demokratischen Partei war schließlich einer von mehreren etwa zeitgleichen Versuchen, in der österreichischen Republik den politischen Liberalismus jenseits der überwiegend antisemitischen und völkischen Großdeutschen zu etablieren. Auch die Sozialpolitische Partei kann als eine von mehreren Wurzeln der Bürgerlichen Demokraten gesehen werden.
Eine zentrale Rolle im Zusammenhang mit der Entstehung der BDP nahmen Vertreterinnen der bürgerlichen Frauenbewegung ein. Mehrere führende Vertreterinnen der Reichsorganisation der Hausfrauen Österreichs gehörten seit der BDP-Gründung im Dezember 1918 dem „provisorischen Ausschuss“ der Partei an, darunter Helene Granitsch, Marianne Hainisch, Hertha von Sprung und Fanny Freund-Marcus.

### Entwicklung 1919–1923

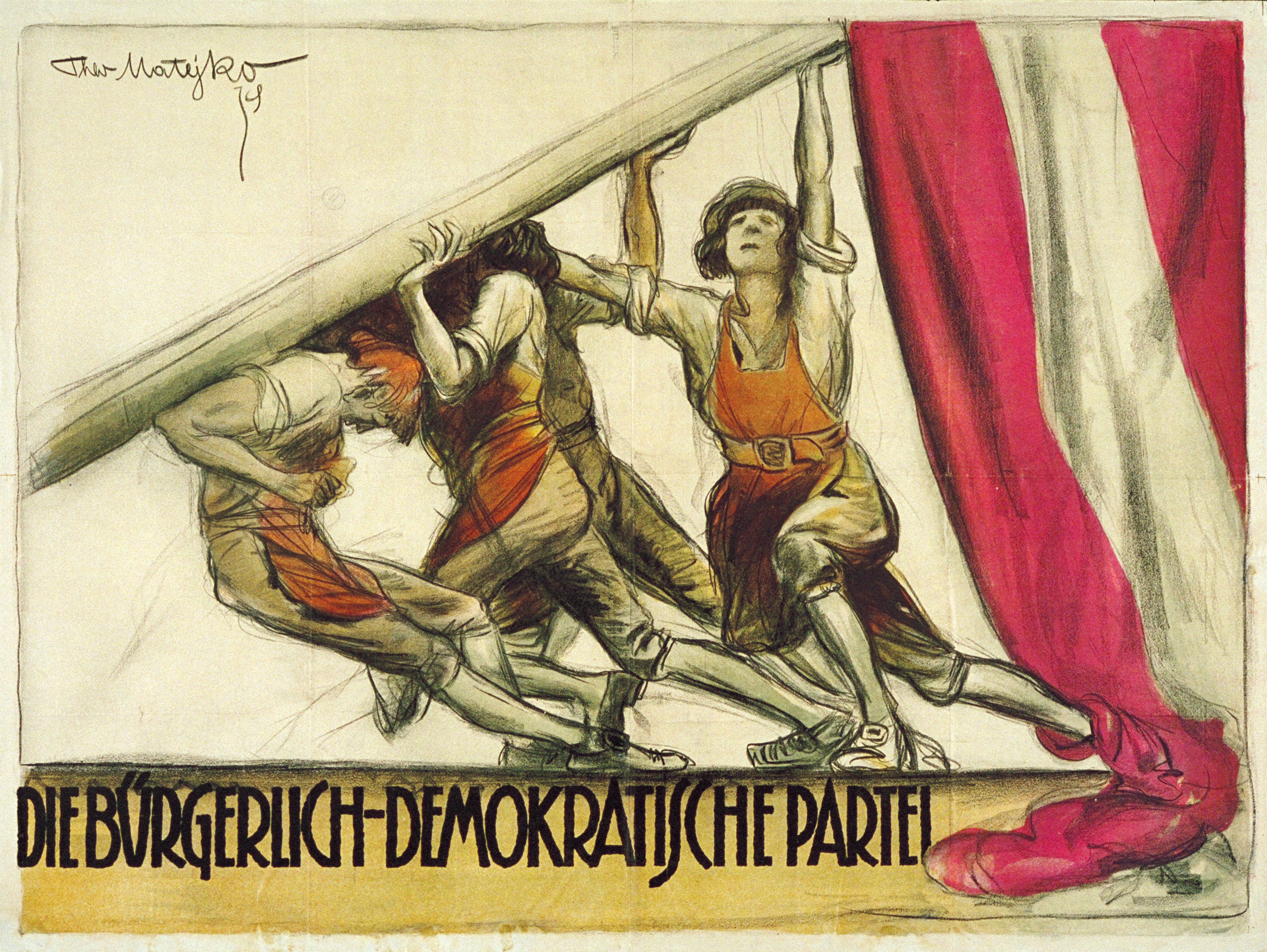
Politische Werbung der Bürgerlich-Demokratischen Partei, 1919

Die verhältnismäßige Finanzstärke der Bürgerlichen Demokraten erlaubte der Partei im Jahr 1919 einen Wahlkampf, in dem sehr stark auf markante Plakate gesetzt wurde und war gleichzeitig die erste Partei in der jungen Republik, die einen Persönlichkeitswahlkampf nach US-amerikanischem Modell führte. In der Kampagne wurde vor den reaktionären Bestrebungen und dem Rassismus der Christlichsozialen ebenso gewarnt, wie vor den klassenkämpferischen und kollektivistischen Modellen der Sozialdemokratie. Gleichzeitig wurde auf den Plakaten der BDP „mit positiver Werbung für Zusammenhalt aller Schichten, Österreichbewußtsein und Ideale der Aufklärung“ geworben.
Mit dem Industriellen und Reichsratsabgeordneten Max Friedmann, dem früheren Justizminister Franz Klein und dem Wissenschaftler Richard von Wettstein, einem ehemaligen Mitglied des Herrenhauses, verfügten die Bürgerlichen Demokraten bei den Wahlen Konstituierenden Nationalversammlung über drei erfahrene Politiker. Doch man setzte nicht allein auf die etablierten Größen des alten Abgeordnetenhauses: Nachdem mit der Gründung der Republik Ende 1918 das Allgemeine Frauenwahlrecht in Österreich eingeführt worden war, konnten im Februar 1919 zu den Wahlen für die Konstituierende Nationalversammlung erstmals Frauen antreten. Für diese Wahlen war in jedem Wahlkreis, in dem die BDP kandidierte, mindestens eine Frau gelistet. Helene Granitsch, Frauenrechtsaktivistin und Mitglied des BDP-Parteivorstandes, kandidierte auf dem zweiten Listenplatz im Wahlbezirk Wien Innen-West.
Einzig Max Friedmann wurde erfolgreich in die Konstituierende Nationalversammlung gewählt. Nach der Nationalratswahl des Jahres 1920 und seinem Ausscheiden aus dem Parlament, konzentrierte sich Friedmann auf seine Tätigkeit als Vorstandsmitglied des Hauptverbandes der Industrie Österreichs. Als Vertreter des wirtschaftsliberalen Parteiflügels bildete er in den folgenden Jahren die Brücke der Demokraten zu anderen antimarxistischen Bewegungen, inklusive den Christlichsozialen, etwa in der Einheitsliste.
Franz Klein, der das Mandat zur Nationalversammlung um nur sechzig Stimmen verfehlte, wurde 1919 Staatssekretär des Auswärtigen Amtes und Mitglied der österreichischen Friedensdelegation bei den Friedensverhandlungen in Saint-Germain.
Bei den Nationalratswahlen des Jahres 1920 konnte Ottokar Czernin das einzige Mandat der demokratischen Parteien (als Kandidat der Bürgerlichen Arbeitspartei) übernehmen. Nach dem Ende der Legislaturperiode fusionierte die BDP schließlich mit Czernins Partei sowie mit der Demokratischen Partei zur Bürgerlich-Demokratischen Arbeitspartei.
Spätestens ab der Nationalratswahl 1923, bei der die Bürgerlich-Demokratische Arbeitspartei nur noch 0,57 % der Stimmen erreichte, rutschte der organisierte politische Liberalismus für lange Zeit in die Bedeutungslosigkeit. Dies bedeutete auch, dass bei künftigen Wahlen in Österreich nur wenige Möglichkeiten für Juden und/oder Liberale alten Typs bestanden. „Viele Juden wählten schließlich die Sozialisten, einfach weil die Partei auf offenen Antisemitismus verzichtete, während die Altliberalen für die Großdeutschen stimmten.“ (Caldwell/Klausinger 2022)

## Programm
Die Bürgerlichen Demokraten vertraten im Parteienspektrum der jungen Republik eine Position der Mitte. Neben einem klaren Bekenntnis zur republikanischen Staatsform, war auch das Bekenntnis zum gemeinsamen „großen deutschen Vaterland“, also der mittelfristige Wunsch nach einer Vereinigung mit dem Deutschen Reich – wie bei der Mehrheit der politischen Bewegungen – kennzeichnend für die Partei.
Das Adjektiv „bürgerlich“ in der Eigenbezeichnung sollte keinen Klassenbegriff zum Ausdruck bringen, sondern spielte auf den Begriff des “Citoyen” an und stand für den „Inbegriff der Volksgesamtheit“, erklärte der BDP-Politiker Gustav Stolper.
Aus einem „14-Punkte“-Papier der Bürgerlichen Demokraten sind folgende programmatischen Schwerpunkte ersichtlich:
- Außenpolitik: eine auf Multilateralismus ausgerichtete Politik (“Abrüstung, Völkerbund und Schiedsgericht”)
- Wirtschaft: entschiedener Antimarxismus, Entbürokratisierung der Verwaltung, Freihandel (insbesondere unter den Nachfolgestaaten der österreichisch-ungarischen Monarchie), Unterstützung der kriegsgeschädigten Wirtschaft und kriegsgeschädigter Menschen
- Sozialpolitik: soziales Steuersystem (“Die Steuerpolitik soll ungesunde Einkommen- und Besitzverschiedenheiten ausgleichen”), bessere Besoldung der Beamten und Beseitigung parteipolitischer Abhängigkeiten im öffentlichen Dienst, Ausbau des Sozialversicherungswesens, sozialer Wohnbau, moderne arbeitsrechtliche Bestimmungen
- Justizwesen: absolute Gleichberechtigung von Männern und Frauen, eine moderne Reform des Eherechtes und der Schutz des Privateigentums
- Bildung: Modernisierung des Bildungswesens, Beseitigung von politischem und konfessionellem Einfluss im Bildungsbereich

Birgitta Bader-Zaar, Historikerin am Institut für Geschichte der Universität Wien, beschreibt den Anspruch der BDP folgendermaßen:

„Die Bürgerlich-demokratische Partei wollte eine liberale Massenpartei werden, die mit einem Bekenntnis zur demokratischen Republik und dem deutschen Volk eine am Gemeinwohl, insbesondere an sozialpolitischen Maßnahmen interessierte Politik verfolgte, jedoch hinsichtlich des Klassenkampfes und der Aufhebung des Privateigentums in einem prononcierten Gegensatz zur Sozialdemokratie stand.“

## Wahlen
- Wahl zur Konstituierenden Nationalversammlung 1919: 1,64 % (Wahlbündnis mit der Deutschösterreichischen Wirtschaftspartei der Festbesoldeten)
- Nationalratswahlen 1920: 1,44 % (Bündnis mehrerer Demokratischer Parteien)

Auf regionaler Ebene beschränkte sich die Bürgerlich-Demokratische Partei auf die Wahlen in Wien und Niederösterreich.

## Bedeutende Mitglieder

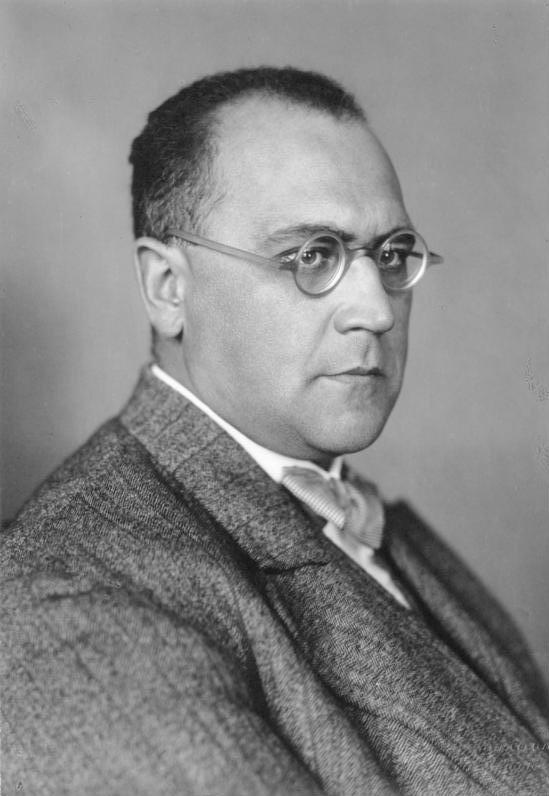
Gustav Stolper
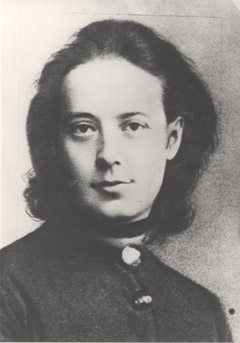
Marianne Hainisch
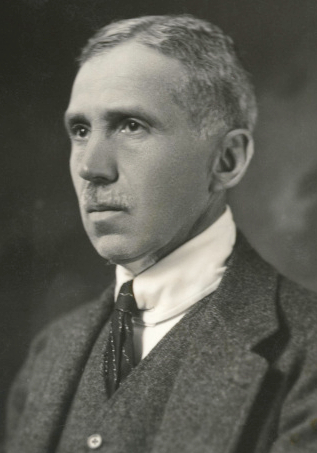
Max Friedmann

- Carl Brockhausen (1859–1951), Verwaltungsjurist[20]
- Wilhelm Exner (1840–1931), Ehrenpräsident des Österreichischen Gewerbevereins[21]
- Fanny Freund-Markus (1872–1942), Publizistin
- Max Friedmann (1864–1936), Industrieller
- Helene Granitsch (1876–1956), Schriftstellerin und Frauenrechtsaktivistin
- Marianne Hainisch (1839–1936), Begründerin der österreichischen Frauenbewegung und Mutter des späteren Bundespräsidenten Michael Hainisch
- Michael Hainisch (1858–1940), Politiker[22]
- Friedrich August von Hayek (1899–1992), Deutsch-Demokratische Hochschüler Vereinigung,[23] Ökonom und Sozialphilosoph
- Heinrich Klang (1875–1954), Hochschullehrer und Jurist
- Maria Leopoldine Klausberger (1888–1944), Journalistin und Frauenrechtsaktivistin
- Franz Klein (1854–1926), Hochschullehrer und Jurist
- Kurt Schechner, Meinl-Generaldirektor[24]
- Gustav Stolper (1888–1947), Nationalökonom
- Richard von Wettstein (1863–1931), Botaniker
- Rudolf Wolkan (1860–1927), Literaturhistoriker[25]

## Internationale Beziehungen
Mehrfach hat die Bürgerlich-Demokratische Partei die DDP als ihre reichsdeutsche Schwesterpartei bezeichnet. Repräsentanten der DDP, darunter Gertrud Bäumer, Hjalmar Schacht und Max Weber, waren 1919 bei bürgerlich-demokratischen Veranstaltungen in Wien als Redner anwesend. BDP-Gründungsmitglied Gustav Stolper war nach seiner Emigration nach Deutschland kooptiertes Mitglied des Vorstandes der DDP und hat das Wirtschaftsprogramm der Partei maßgeblich mitverfasst. Ab 1930 war er führendes Mitglied und Kandidat der Deutschen Staatspartei.

## Vorfeldorganisationen
- Deutsch-Demokratische Hochschüler Vereinigung[28]
- Jugend Vereinigung der Bürgerlich-demokratischen Partei[29]